# Bu'aale
Bu'aale è una città della Somalia, situata nel Medio Giuba.